# Повітряно-цинковий елемент

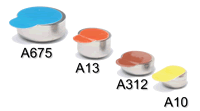

Повітряно-цинковий елемент — гальванічний елемент, в якому як анод використовується цинк, електроліт — водний розчин гідроксида калію (або розчини хлориду цинка), катод — газовий (повітряний електрод).
Елемент відрізняється досить високою питомою енергоємністю (вище ніж у літій-іонних акумуляторів). Широкому поширенню перешкоджає короткий термін експлуатації, пов'язаний з висиханням електроліту, однак ведуться розробки щодо усунення цього недоліку.